# Vent (Gemeinde Sölden)
Vent [ˈfɛnt] ist ein Gebirgsdorf und eine Fraktion (Ortschaft) der Gemeinde Sölden in Tirol mit 127 Einwohnern (Stand 1. Jänner 2024).

## Geografie
Das Dorf liegt an der Venter Ache auf einer Höhe von 1895 Metern am Ende des Venter Tales, das sich in Vent in das Rofental und das Niedertal gabelt. Der Ort bildete bis zur Mitte des 19. Jahrhunderts eine eigenständige Landgemeinde, gehört aber als Ortschaft seit 1854 zur Gemeinde Sölden im Ötztal. Vent trägt seit 2008 den Titel Bergsteigerdorf des ÖAV.

## Gebiet der Ortschaft
Die etwa einen Kilometer westlich des Dorfes auf einer Höhe von 2011 m ü. A. gelegenen Rofenhöfe (Rotte Rofen) bilden die höchstgelegenen dauerbesiedelten Bergbauernhöfe Österreichs.
Im Ortschaftsgebiet liegen auch die Breslauer Hütte, das Hochjochhospiz, das Martin-Busch-Haus (Neue Samoarhütte) und die Vernagthütte. Almen der Ortschaft sind die Ramolalm, die Niedertalalm und die Rofenbergalm.

## Geschichte
Erstmals erwähnt wurde Vent in einer Urkunde Ulrichs von Ulten vom 5. Juni 1241 als Vende, was so viel wie „Ort, Platz“ heißen könnte. Karl Finsterwalder nimmt eine vorrömische Herkunft des Namens an. Er versucht die Ableitung für „Vent“ zuerst vom Stamm der Venosten; weitere Möglichkeiten wären nach ihm das gotische vinja, aber auch das althochdeutsche winne (Weideplatz). Er kommt zum Schluss, dass „der Name Vende zur indogermanischen Basis behendhg- ‚binden, flechten‘ gestellt werden könnte, die im Keltischen das Wort benna‚ Korb, Wagenkorb‘ hervorgebracht hat, im Litauischen zur Bezeichnung für ‚Herde‘ […] wurde.“ Darüber hinaus zieht er eine Ableitung von „Vende“ aus einem reinen Personennamen wie Vendo(n), Vendus in Betracht. Ebenso sind viele der Flurnamen romanischen Ursprungs.
Vent stand lange Zeit unter der Rechtsprechung des nahe gelegenen Gerichtes Kastelbell. Alle Höfe standen unter der Grundherrenschaft von Adligen aus dem Vinschgau. Erst 1810 und 1827 wurde Vent dem Gericht Silz zugeteilt und erhielt 1891 eine eigene Pfarre.
Von 1860 an wirkte in Vent Franz Senn als Kurat und Provisor, einer der späteren Gründungsmitglieder des Deutschen Alpenvereins. Während seiner Zeit in Vent gelangen Senn zusammen mit dem ebenfalls in Vent wirkenden Bergführer Cyprian Granbichler und anderen mehrere Erstbesteigungen, unter anderem auf die Finailspitze, die Vernagtspitze sowie die Kreuzspitze. Darüber hinaus erkannte Senn angesichts des allgegenwärtigen Mangels die Bedeutung des Tourismus als wichtige Einnahmequelle für die örtlichen Bergbauern. Er legte Wege und Steige im weitläufigen alpinen Gelände an und initiierte damit den örtlichen Fremdenverkehr. Für viele gilt er daher als Begründer des Tourismus in Tirol.
Während der Sommersaison weiden etwa 3500 Schafe aus dem Südtiroler Schnalstal ein paar Monate lang oberhalb von Vent. Die jährlich insgesamt vier Ötztaler Schaftriebe über das Hoch- und Niederjoch finden Anfang Juni nordwärts und Mitte September südwärts statt. Dass diese Wege offenbar schon seit langem genutzt wurden, lässt der Fund des Ötzi am Tisenjoch vermuten.
Am 20. Mai 2019 wurde die einzige Zufahrtsstraße (L240) nach einem Felssturz von ca. 20 m³ gesperrt. Die L240 war für zwei Wochen gesperrt, nach Prüfung eines Geologen war diese wieder temporär, einspurig in festgelegten Zeitabschnitten befahrbar. In der Zeit, in der die Straße durchgehend gesperrt war, mussten Lebensmittel und sonstige Waren per Hubschrauber eingeflogen werden.

## Bilder

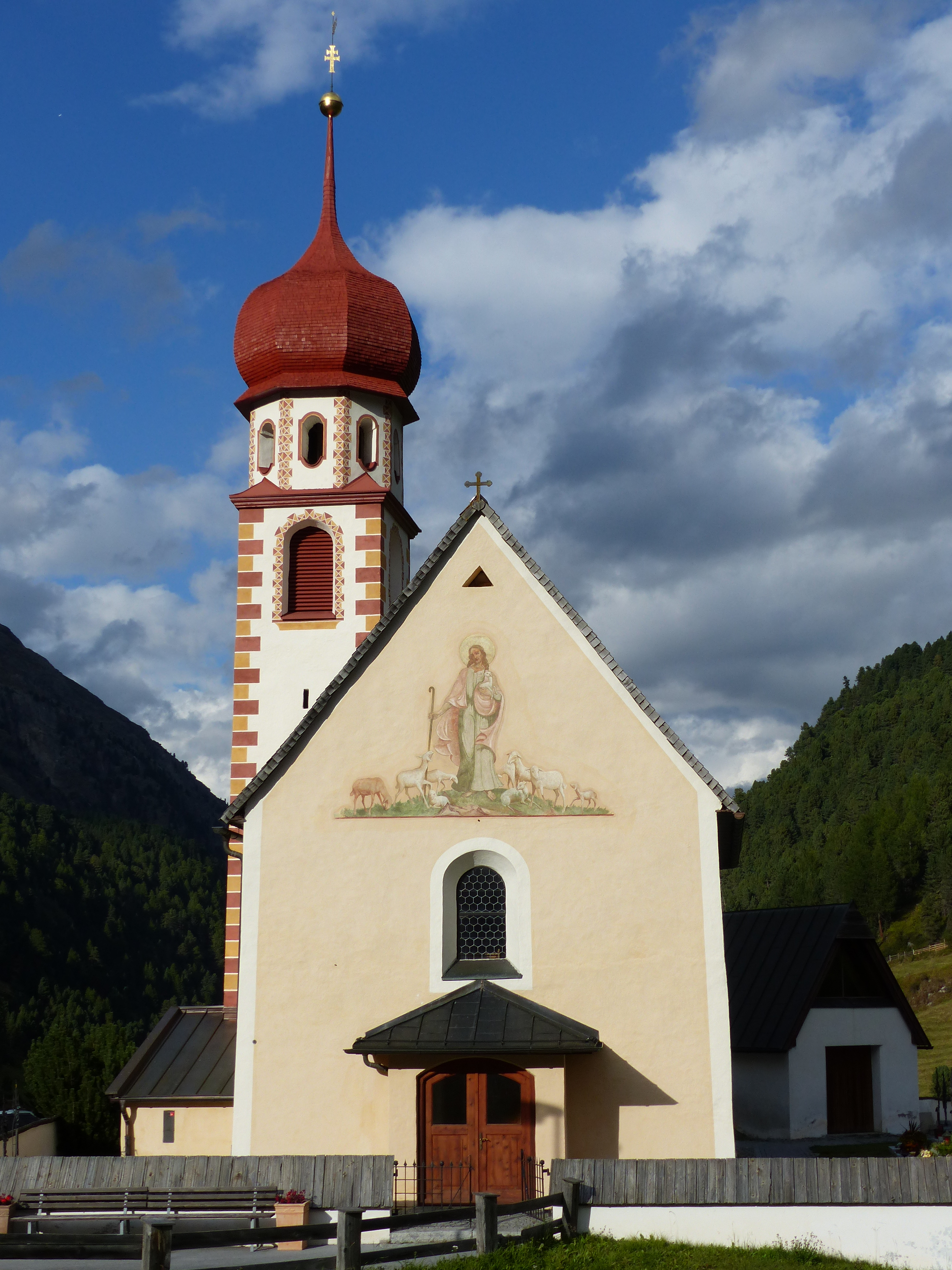
Pfarrkirche Vent
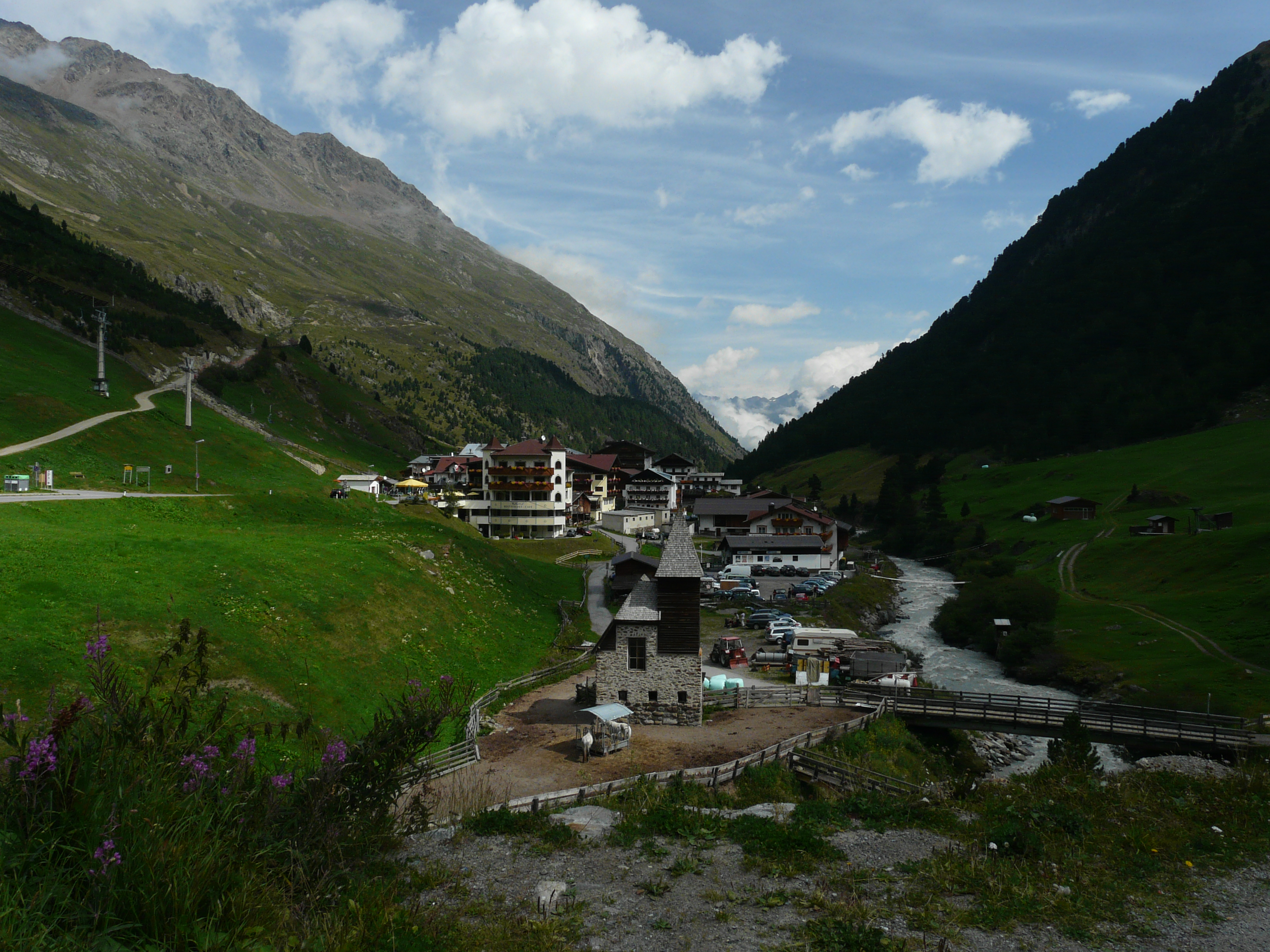
Vent von Süden
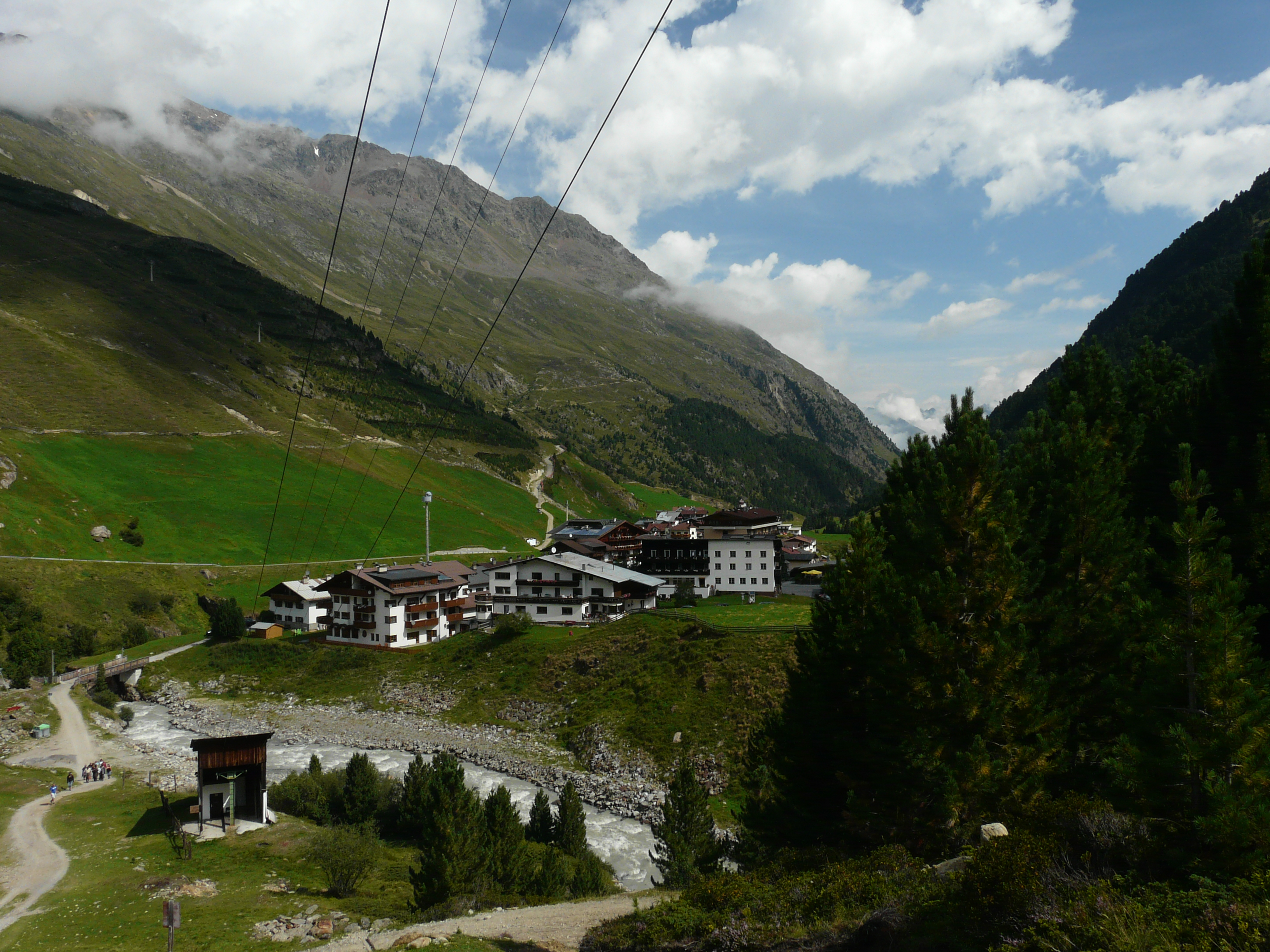
Vent mit dem Niedertalbach
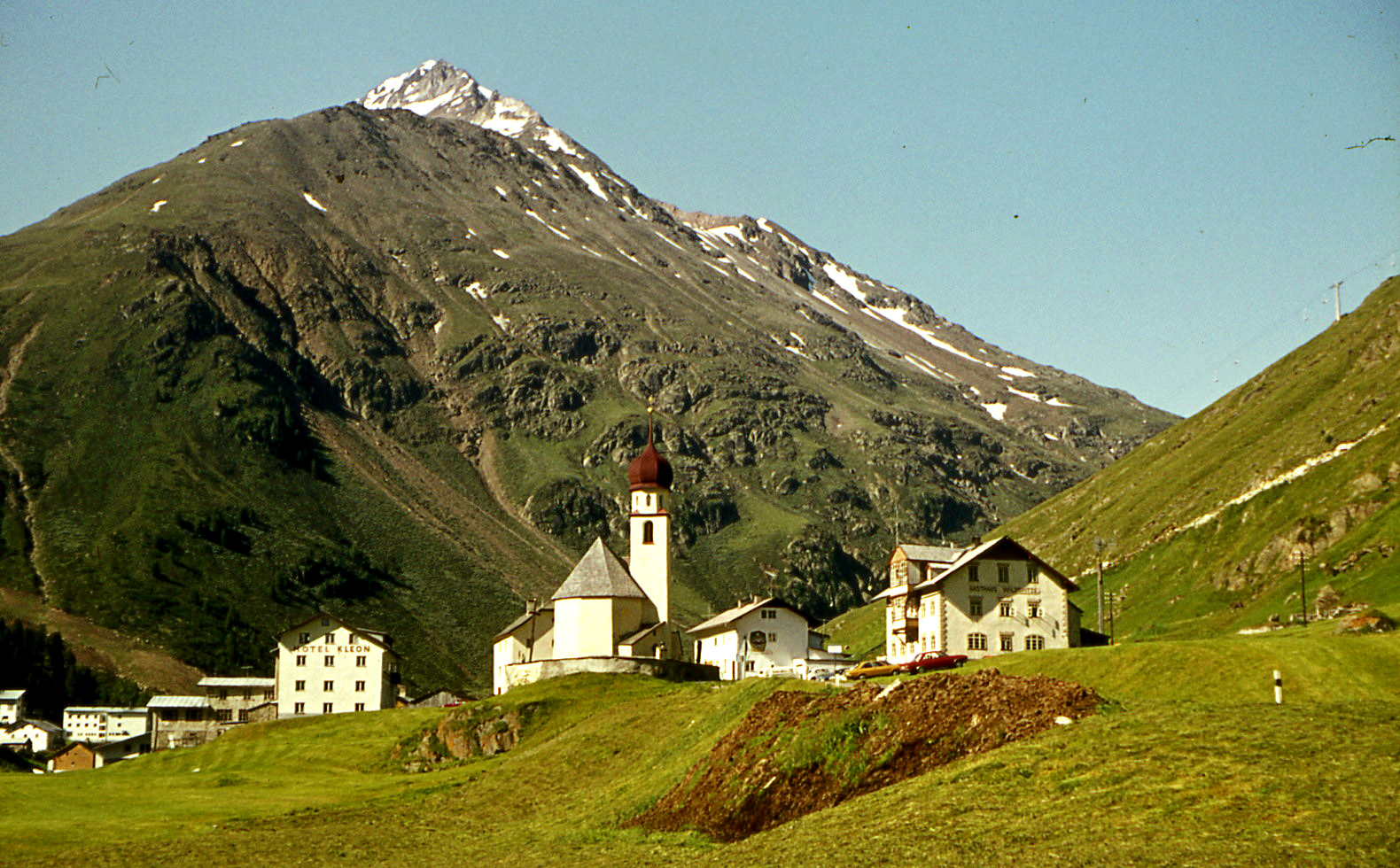
Vent von Osten (1974), Gasthaus Wildspitze
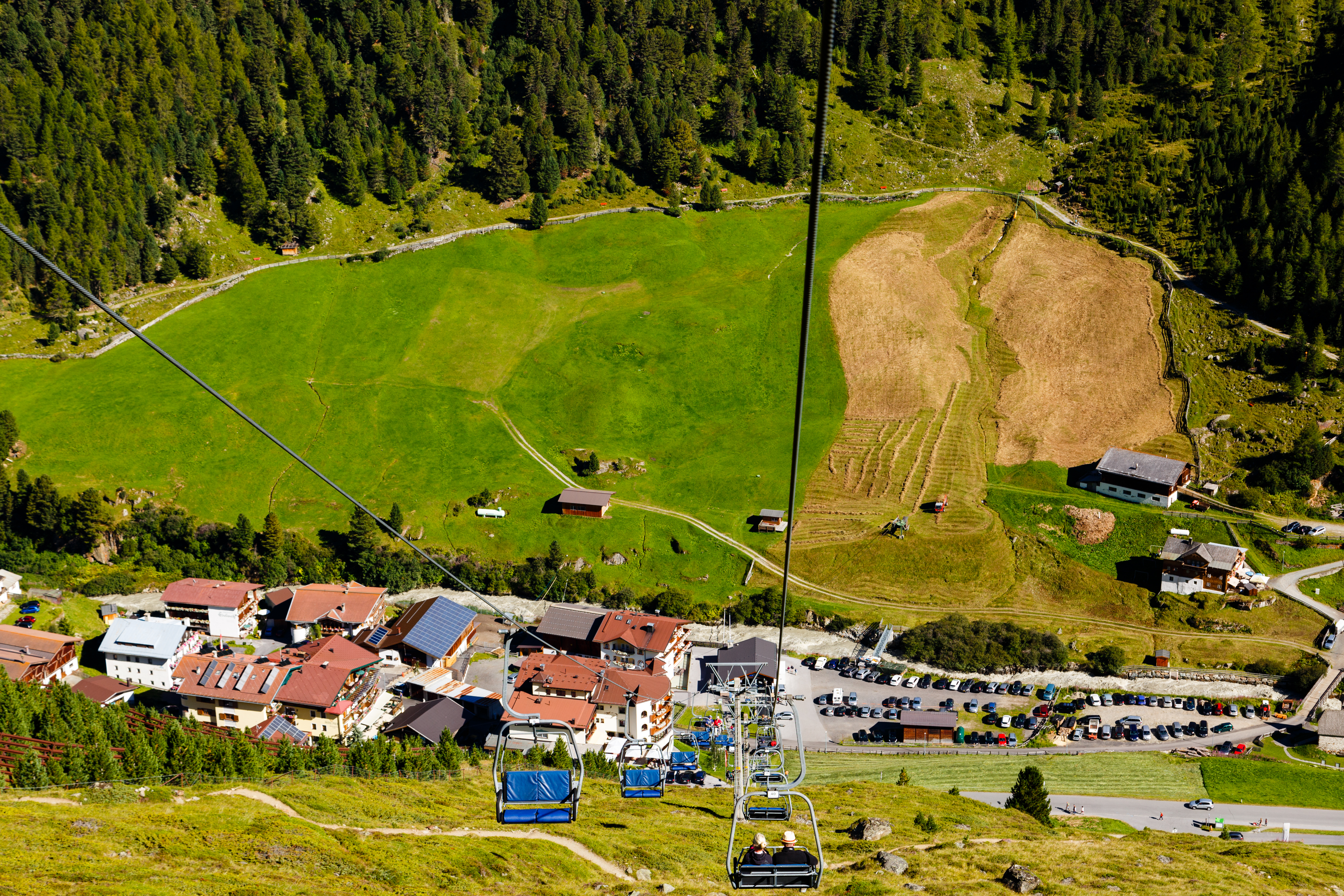
Mit der Wildspitzbahn hinunter nach Vent